# Eunidia similis
Eunidia similis là một loài bọ cánh cứng trong họ Cerambycidae.